# Варлаам Іваницький
Іваницький Василь (чернече ім'я Варлаам; *близько 1704, Кобильниці — †після 1778) — український церковний діяч, архімандрит, ректор Смоленської духовної семінарії. Вихованець Києво-Могилянської академії.

## Біографія
Народився у сім'ї священика. Закінчив повний курс Києво-Могилянської академії.
12 січня 1738 архієпископ Київський, Галицький і всієї України Рафаїл Заборовський подав «прошеніе» про прийняття 34-річного студента-богослова Іваницького до Київського Пустинно-Миколаївського монастиря.
1740 прийняв чернечий постриг. 1739/1740 навчального року — викладач класу аналогії (фари), а 1741/1742 — синтаксими КМА.
1743 Іваницького переведено до Смоленської духовної семінарії, де 1743/1744 навчального року викладав поетику, 1744/1745 — курс філософії і перебував на посаді префекта. 1746 став наступником В. Лихварського на посаді ректора з титулом віце-ректора. З 1747 читав богослов'я. 1748 затверджено на посаді ректора і висвячено на архімандрита Смоленського Аврааміївського монастиря. Ректором був до 1778.